# Walter Wolf
Walter Wolf, född 5 oktober 1939, är en kanadensisk affärsman. Han är mest känd som grundare av Can-Am- och formel 1-stallet Walter Wolf Racing.